# Église mère de Notre Dame du Bon Succès
L’église mère de Notre Dame du Bon Succès (en portugais : Igreja Matriz de Nossa Senhora do Bom Sucesso) est une église catholique située à Caeté, dans le Minas Gerais, au Brésil, et dédiée à Notre Dame du Bon Succès. C'est l'un des bâtiments précurseurs du style rococo dans cette région.
Elle a été conçue dans la première moitié du XVIIIe siècle, probablement par Antônio Gonçalves da Silva Bracarena, mais un rapport d'époque attribue la conception à Manuel Francisco Lisboa et l'exécution à Bracarena.

## Style et description
Son style a attiré l'attention d'Auguste de Saint-Hilaire, avec des proportions majestueuses et une façade imposante, avec un frontispice orné couronné d'un médaillon, des pilastres en taille de pierre en relief, et trois fenêtres au plan supérieur, également avec des moulures en pierre. Le fronton est haut et gracieux, avec un oculus au centre et une croix au sommet, et les tours ont une section carrée et sont surmontées de flèches en forme de cloche et de pinacles aux angles.
L'intérieur, qui compte huit autels avec frises et baldaquins, présente de belles boiseries sculptées et dorées (pt) de José Coelho de Noronha. L'Aleijadinho a participé à la construction et à la décoration en tant qu'apprenti, et certains des anges de la décoration lui sont attribués. On considère que le style de l'église a influencé sa propre production architecturale dans les années suivantes.
Le plafond de la nef est en voûte en berceau agrémentée de peintures en trompe-l'œil. Dans l'abside, le retable montre des colonnes salomoniques, des anges et un resplendissement où apparaissent les figures de Dieu le Père et du Saint-Esprit, ainsi que l'image de la sainte patronne, Notre Dame du Bon Succès. Les fenêtres de l'abside sont remarquables par leur forme originale. Enfin, le chœur, en bois avec un discret travail de tourneur, et les grands fonts baptismaux en bois sont intéressants.

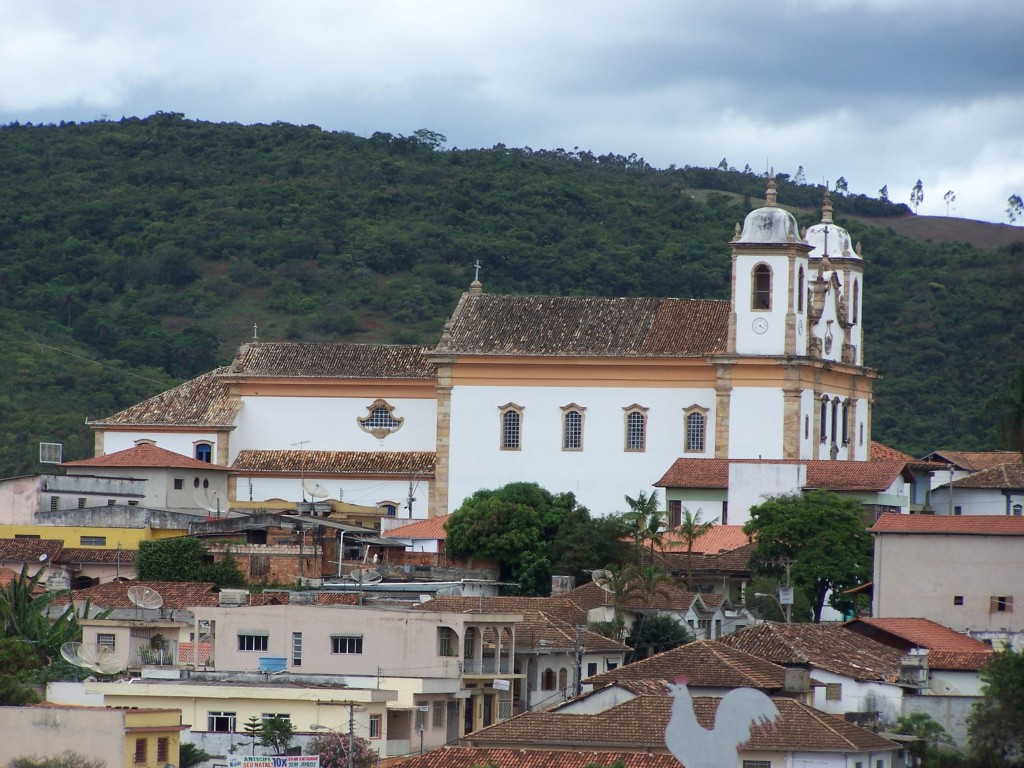
Vue latérale de l'église (2007).
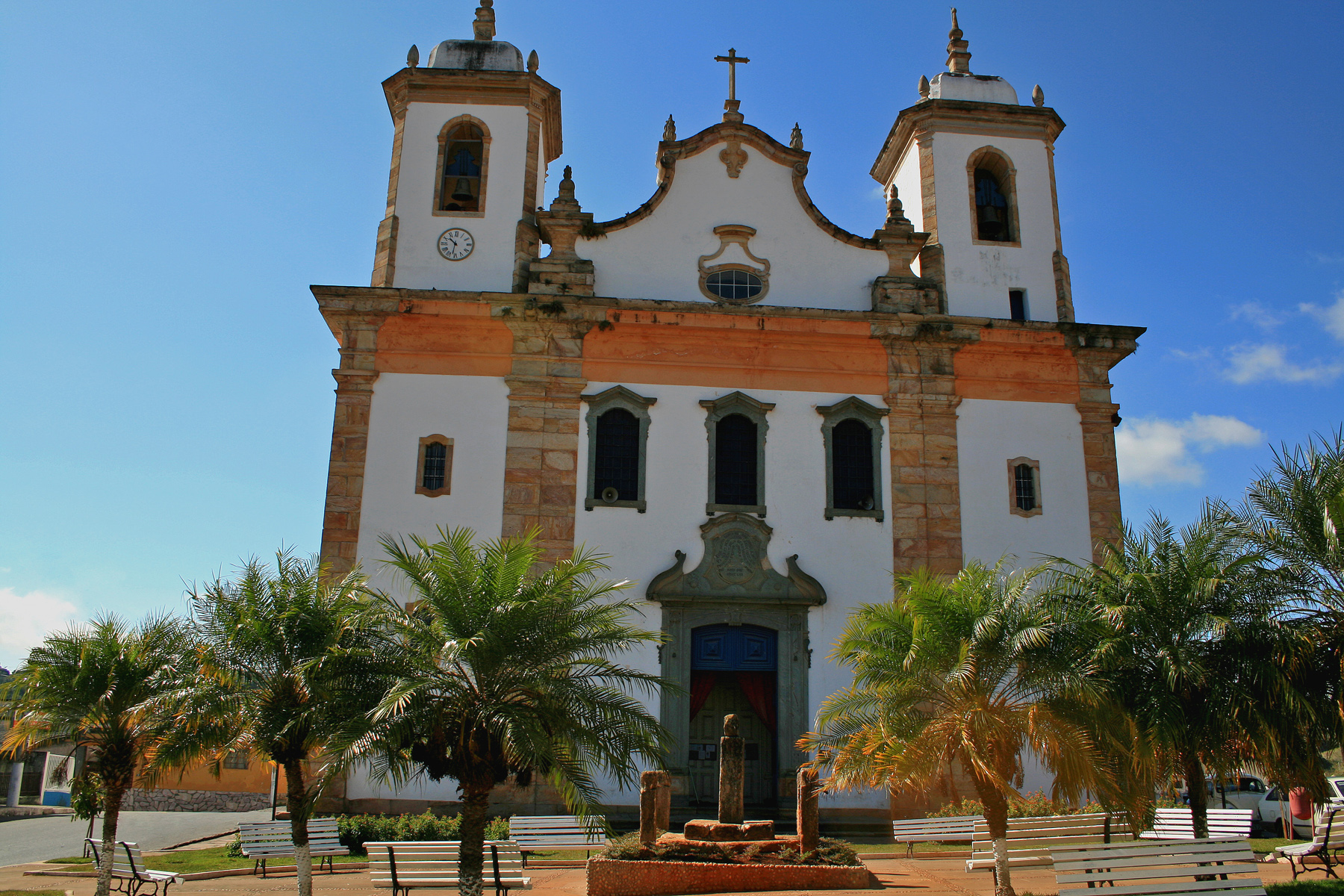
La façade vue depuis la place (2007).
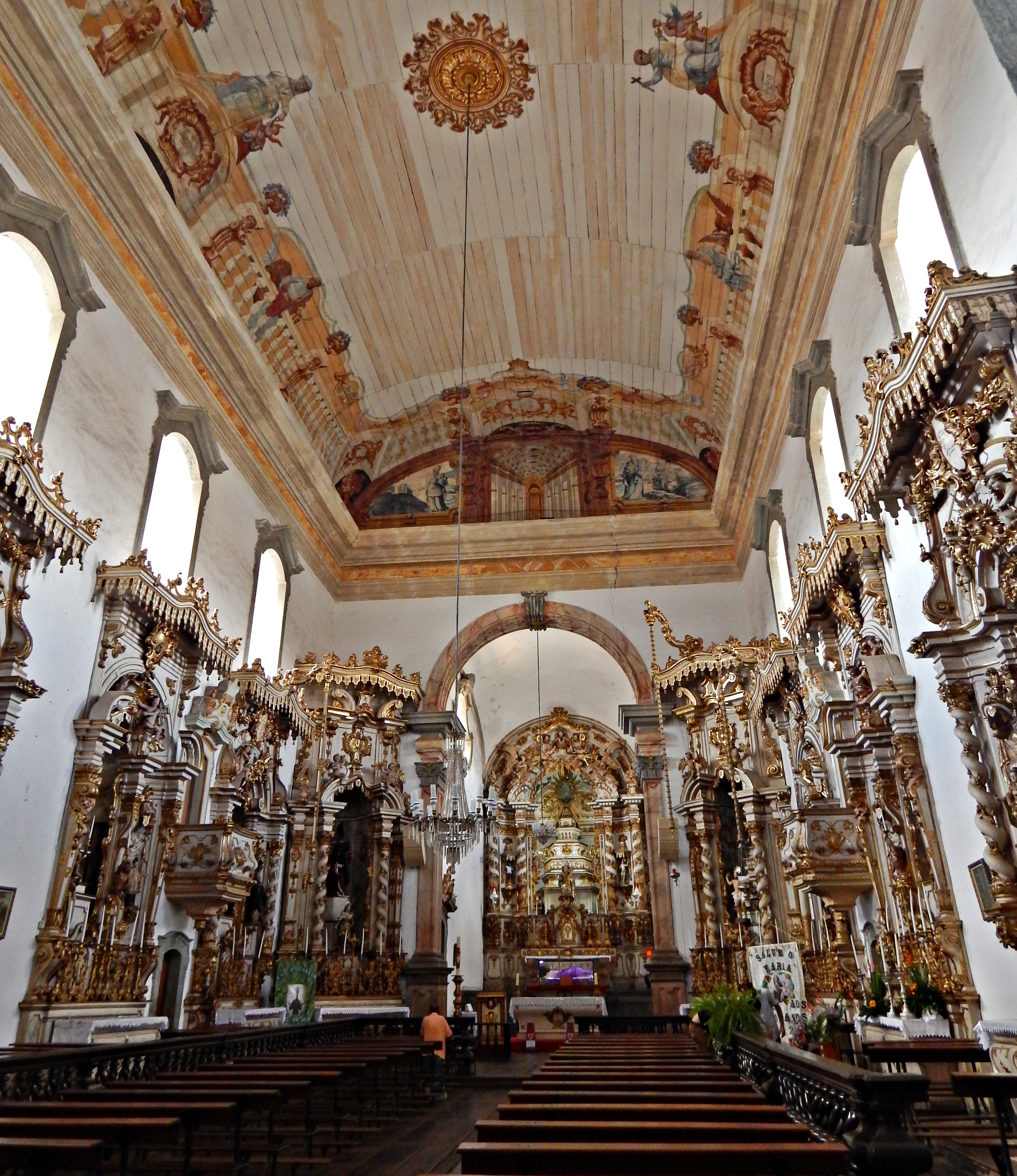
Intérieur de l'église (2019).
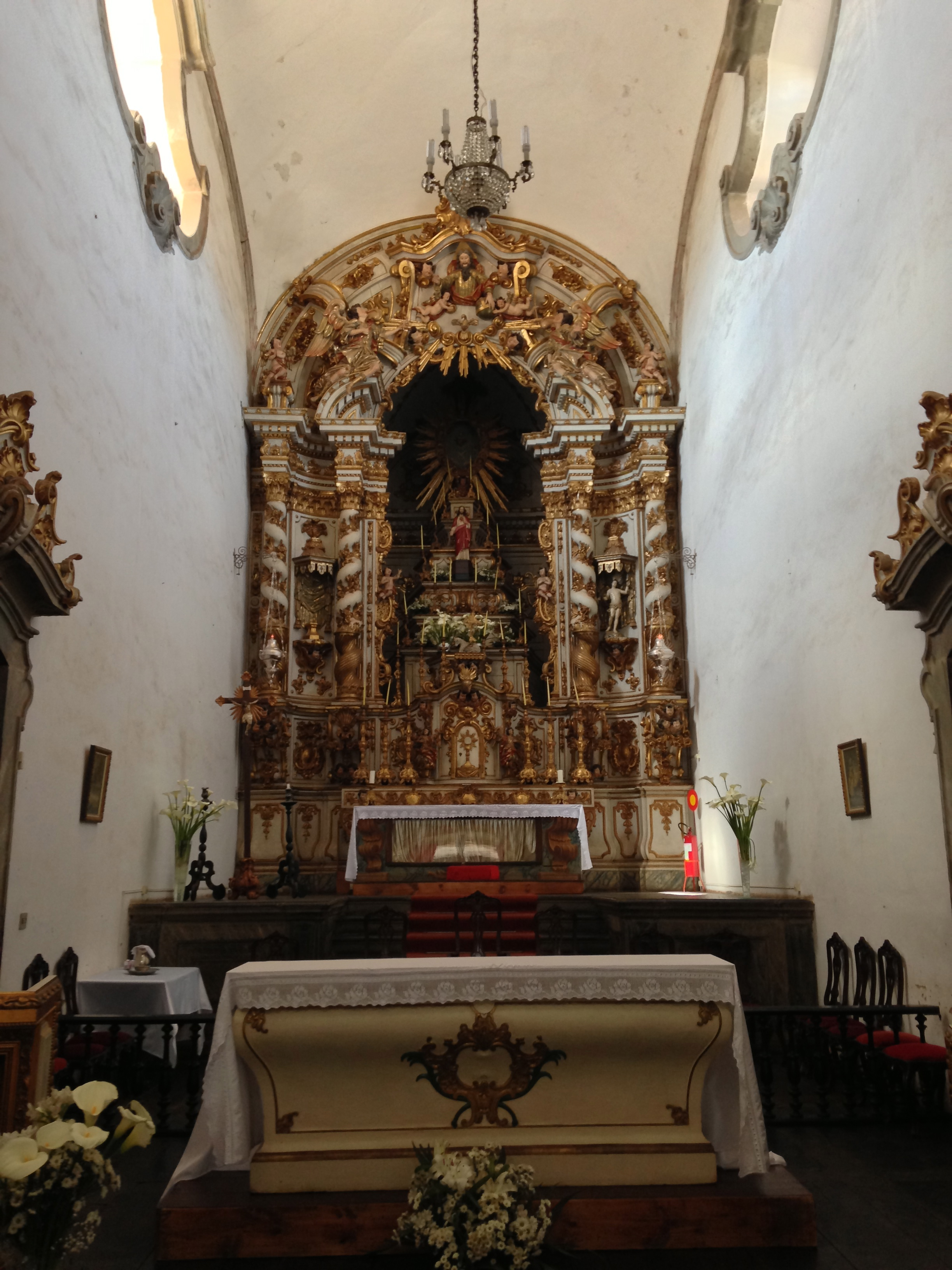
Autel et retable (2013).